# Presse en Catalogne
Cette page liste les principaux titres de presse catalans.

## Principaux quotidiens
- El Punt - Avui
- El Nacional
- La Vanguardia
- El Periódico de Catalunya
- Ara

## Presse Sportive
- El Mundo Deportivo
- Sport
- L'Esportiu

## Presse locale
- Diari de Girona
- Diari de Tarragona
- Segre (presse)
- El 9 Nou ( Vallés oriental )